# Göteborgs Hantverksförening
Göteborgs Hantverksförening var en sammanslutning för verksamma hantverkare i Göteborg, som bildades i och med avskaffandet av skråväsendet 1846, och var verksamt 1847 till 1865. I samband med en ny näringsordning som lagstadgades den 18 juni 1864 upplöstes föreningen och dess medel övergick till nystartade Göteborgs Hantverks- och Industriförening som hade sitt första styrelseval den 24 september 1866.
Göteborgs Hantverksförening sista styrelse bestod av snickarmästare C. J. Sahlin som ordförande, skomakarmästare L. J. Wedelin som vice ordförande och juvelerare W. Lyon som kassaförvaltare. Övriga i styrelsen var mur- och byggmästare G. Ullgren, sadelmakarmästare N. P. Holmberg, kopparslagaremästare H. Pettersson, bleckslagaremästare G. Eklund, skräddarmästare A. F. Monthell, smedmästare P. Rasmussen, målarmästare N. O. Winqvist, svarvarmästare A. Hinricsson och hattmakarmästare F. R. Angresius. Föreningens sekreterare var stadsnotarie P. Gabrielsson. Några av styrelseordförandena under 1800-talets första hälft var kommerserådet Gustaf Henric Ekman samt domprostarna Johan Henrik Thomander och Peter Wieselgren.
Göteborgs Hantverks- och Industriförenings första styrelse 1866 bestod av sadelmakarmästare N. P. Holmberg, målarmästare C. J. Ahlin, kopparslagaremästare Hans Pettersson, målarmästare O. B. Bolm, tunnbindarmästare C. W. Olsson, målarmästare P. A. Strandman, smedmästare O. Guldbrandsen, konditor M. Rubenson och snickarmästare D. T. Löfmarck. Föreningens första sekreteraren var Mauritz Rubenson, som var redaktör vid Göteborgs handels och sjöfartstidning.
År 1815 hade Göteborgs Hantverksförening börjat driva en aftonskola för att utbilda fler hantverkare. Fram till 1865 utbildade skolan 3000-4000 elever, och verksamheten fortsatte fram till 1882.
År 1868 beslutade föreningen att skapa en permanent utställning av slöjd- och industrialster vilken presenterades på Göteborgs museum fram till 1889, då antalet utställare blivit så många att museet inte längre mäktade med. Detta resulterade i att föreningen tog initiativ till den stora industri- och hantverksutställningen i Göteborg 1891, vilken sammanföll med firande av föreningens tjugofemårsjubileum. Tre år senare arrangerade de en andra, mindre utställning och 1906 arrangerades ytterligare en utställning, nu i Lorensberg, i samband med deras fyrtioårsfirande. Föreningen hade även en egen avdelning på Jubileumsutställningen 1923, vilken sammanställdes av Iwo Brunander.
Är 1904 hade föreningen även beslutat att starta ett eget hantverksmuseum. Till museinämnd valdes smedmästare Svante Ryding och urmakare C. A. Paterson. Förfrågningar skickades ut till föreningens medlemmar om föremål som på ett eller annat sätt berörde olika hantverks historia. Museet öppnade 1906 och låg på Erik Dahlbergsgatan 3. Till Jubileumsutställningen 1923 deponerade föreningen många föremål ur sin samling till Hantverksavdelningen. När Jubileumsutställningen stängde i oktober 1923 lade även Hantverksmuseet ned mycket av sin museala verksamhet och stora delar av samlingen införlivas istället med Göteborgs Museum.
Föreningen fortsatte att vara verksam under hela 1900-talet och bytte under 2000-talet namn till Företagarna Göteborg